# 木村元基
木村 元基（きむら もとき、本名：岡村 浩道（おかむら ひろみち）、1968年8月6日 - ）は大相撲の幕内格行司。湊部屋所属。血液型はB型。

## 人物
東京都新宿区出身。元三役格行司2代式守伊三郎の最後の弟子にあたる。初土俵以来一度も改名していない。

## エピソード
初土俵同期(1984年5月場所)に12代式守勘太夫がいる。当時は行司志望者が非常に多く、同場所で初土俵を踏んだ行司は歴代最多の10名を数えた。
2012年11月場所、幕内格以上の行司が3人休場（木村玉光・木村正直・木村玉治郎）した結果、幕内格行司なので通常2番のところ、14日目と千秋楽に3番を裁いた。
2021年1月4日、日本相撲協会は木村元基が新型コロナウイルス感染症と確認されたことを発表した。この日、発熱と咳の症状があったため、医療機関でPCR検査を受けて判明したという。行動記録から湊部屋所属の年寄と力士は濃厚接触者と認定されなかったが、念のため5日に協会としてPCR検査を行った。検査結果は、全員陰性であったことを6日に芝田山広報部長が明かしている。
2024年3月場所では、11日目から体調不良により休場したが、千秋楽は出場した。
アルファベット「D」をあしらった柄の装束を持っている。使用する軍配は表面に「気炎万丈」（圧倒するような意気込み）と書かれ、裏面には白鷹の刺繍が施されている珍しいもの。行司監督を務めていて、若手行司の指導にも携わっている。
2024年10月26日（25日深夜）放送のテレビドラマ『それぞれの孤独のグルメ』第4話（テレビ東京）では、木村元基をモデルとした木村正基（演・ユースケ・サンタマリア）がメインゲストとして登場した（本人は行司監修）。

## 略歴
- 1984年5月 - 初土俵。
- 1984年7月 - 序ノ口格として番付に初掲載。
- 1985年1月 - 序二段格昇格。
- 1988年1月 - 三段目格昇格。
- 1991年1月 - 幕下格昇格。
- 2003年1月 - 十両格昇格。
- 2011年11月 - 幕内格昇格。